# 陈笠笠
陈笠笠（1981年12月23日—），湖南省长沙市人，毕业于中国音乐学院，中国大陆女歌手。

## 生平
8岁起，陈笠笠师从长沙陈莉老师学习音乐。1996年，陈笠笠考入湖北省艺术职业学院，师从肖淑云和余辉。1999年，陈笠笠考入中国音乐学院，师从金铁霖。2004年，陈笠笠分配到北京歌舞剧院工作。2007年，陈笠笠加入中国人民解放军海政文工团。

## 作品

### 专辑
- 《中国印》
- 《祝福你》
- 《红旗颂》